# وشکی
وشکی (به لاتین: Vaškai) یک منطقهٔ مسکونی در لیتوانی است که در شهرستان پانه‌وژیس واقع شده‌است.

## خصوصیات
وشکی ۶۸۸ نفر جمعیت دارد.